# 藤野あおば
藤野 あおば（ふじの あおば、2004年1月27日 - ）は、東京都町田市出身の女子サッカー選手。マンチェスター・シティWFC所属。サッカー日本女子代表。ポジションはミッドフィールダー、フォワード。法政大学スポーツ健康学部在学中。

## 来歴

### ユース
中学時代は日テレ・ベレーザ（当時）の下部組織である日テレ・メニーナ・セリアスに在籍し、高校時代は十文字高等学校に進学した。
2021年6月17日、特別指定選手として承認され、受け入れ先は日テレ・東京ヴェルディベレーザに決まった。

### シニア
2022年1月20日、日テレ・東京ヴェルディベレーザへの正式加入が発表された。
2024年8月2日、マンチェスター・シティWFCへの完全移籍が発表された。契約は2027年6月30日までの3年契約。
2025年3月15日、FA女子リーグカップ決勝のチェルシー戦で同大会決勝における最年少ゴール（21歳47日）を決めた。

### 代表
2022年8月に行われたU-20女子ワールドカップで、6試合に出場し3得点をあげ、ブロンズ・ブーツ賞を受賞。チームの準優勝に貢献した。
同年9月、日本女子代表(なでしこジャパン)に初選出され、10月6日に行われた国際親善試合ナイジェリア戦に途中出場しA代表デビューを果たした。
2023年6月13日、2023 FIFA女子ワールドカップのなでしこジャパンに選出された。
同年7月26日、2023 FIFA女子ワールドカップグループリーグ第2戦のコスタリカ戦でワールドカップ初得点を決め、男女通じて日本代表選手のワールドカップ最年少ゴール（19歳180日）を記録した。
2024年6月14日、2024年パリオリンピックに出場するなでしこジャパンメンバーに選出された。

## 個人成績

### クラブ
| クラブ                 | シーズン     | リーグ       | 背番号 | リーグ戦 | リーグ戦 | カップ戦 | カップ戦 | リーグ杯 | リーグ杯 | UEFA | UEFA | 合計 | 合計 |
| クラブ                 | シーズン     | リーグ       | 背番号 | 出場     | 得点     | 出場     | 得点     | 出場     | 得点     | 出場 | 得点 | 出場 | 得点 |
| ---------------------- | ------------ | ------------ | ------ | -------- | -------- | -------- | -------- | -------- | -------- | ---- | ---- | ---- | ---- |
| 日テレ・東京ベレーザ   | 2021-22      | WE           | 17     | 10       | 4        | -        | -        | —        | —        | —    | —    | 10   | 4    |
| 日テレ・東京ベレーザ   | 2022-23      | WE           | 11     | 20       | 11       | 4        | 3        | 4        | 3        | —    | —    | 28   | 17   |
| 日テレ・東京ベレーザ   | 2023-24      | WE           | 11     | 21       | 9        | 2        | 1        | 5        | 2        | —    | —    | 28   | 12   |
| 日テレ・東京ベレーザ   | 通算         | 通算         | 通算   | 51       | 24       | 6        | 4        | 9        | 5        | 0    | 0    | 66   | 33   |
| マンチェスター・シティ | 2024-25      | WSL          | 20     | 17       | 1        | 1        | 0        | 3        | 1        | 8    | 2    | 29   | 4    |
| マンチェスター・シティ | 2025-26      | WSL          | 20     |          |          |          |          |          |          | -    | -    |      |      |
| マンチェスター・シティ | 通算         | 通算         | 通算   | 17       | 1        | 1        | 0        | 3        | 1        | 8    | 2    | 29   | 4    |
| 通算                   | 日本         | 日本         | 1部    | 51       | 24       | 6        | 4        | 9        | 5        | 0    | 0    | 66   | 33   |
| 通算                   | イングランド | イングランド | 1部    | 17       | 1        | 1        | 0        | 3        | 1        | 8    | 2    | 29   | 4    |
| 総通算                 | 総通算       | 総通算       | 総通算 | 68       | 25       | 7        | 4        | 12       | 6        | 8    | 2    | 95   | 37   |

- WEリーグ
  - 初出場 - 2021年10月16日 第6節 ちふれASエルフェン埼玉戦 (味の素フィールド西が丘)[20]
  - 初得点 - 2022年4月23日 第18節 ジェフ千葉レディース戦 (味の素スタジアム)[20]

- ウィメンズ・スーパーリーグ
  - 初出場 - 2024年9月22日 第1節 アーセナル戦 (エミレーツ・スタジアム)[21]
  - 初得点 - 2025年3月2日 第15節 トッテナム・ホットスパー戦 (ブリスベン・ロード（英語版）)[21]

- UEFA女子チャンピオンズリーグ
  - 初出場 - 2024年9月19日 UWCL2024-25予選ラウンド2 第1戦  パリFC（英語版）戦 (スタッド・セバスティアン・シャルレティ)[21]
  - 初得点 - 2024年10月17日 UWCL2024-25グループステージ第2戦  SKNザンクト・ペルテン戦 (ヴィオラ・パーク)[21]

### 代表
- 2022年10月6日 - 日本女子代表初出場 -  ナイジェリア戦 (国際親善試合、ノエビアスタジアム神戸)
- 2023年7月14日 - 日本女子代表初得点 -  パナマ戦 (国際親善試合、ユアテックスタジアム仙台)

#### 主な出場大会
- U-20日本女子代表
  - 2022年 - 2022 FIFA U-20女子ワールドカップ

- 日本女子代表（なでしこジャパン）
  - 2023年 - 2023 FIFA女子ワールドカップ
  - 2024年 - 2024年パリオリンピック
  - 2025年 - 2025 シービリーブスカップ

#### 試合数
| 日本代表 | 国際Aマッチ | 国際Aマッチ |
| 年       | 出場        | 得点        |
| -------- | ----------- | ----------- |
| 2022     | 4           | 0           |
| 2023     | 13          | 3           |
| 2024     | 9           | 5           |
| 2025     | 6           | 0           |
| 通算     | 32          | 8           |

2025年6月27日現在

#### 出場試合
| 出場試合一覧 | 出場試合一覧   | 出場試合一覧 | 出場試合一覧                                           | 出場試合一覧     | 出場試合一覧   | 出場試合一覧       | 出場試合一覧                                                  | 出場試合一覧 |
| #            | 開催日         | 開催都市     | スタジアム                                             | 対戦国           | 結果           | 監督               | 大会                                                          | 出典         |
| ------------ | -------------- | ------------ | ------------------------------------------------------ | ---------------- | -------------- | ------------------ | ------------------------------------------------------------- | ------------ |
| 1.           | 2022年10月6日  | 神戸         | ノエビアスタジアム神戸                                 | ナイジェリア     | ○ 2-0          | 池田太             | 国際親善試合                                                  | [ 22 ]       |
| 2.           | 2022年10月9日  | 長野         | 長野Uスタジアム                                        | ニュージーランド | ○ 2-0          | 池田太             | MS&ADカップ2022                                               | [ 23 ]       |
| 3.           | 2022年11月11日 | ムルシア     | ピナタル・アレーナ                                     | イングランド     | ● 0-4          | 池田太             | 国際親善試合                                                  | [ 24 ]       |
| 4.           | 2022年11月15日 | セビージャ   | エスタディオ・ラ・カルトゥーハ                         | スペイン         | ● 0-1          | 池田太             | 国際親善試合                                                  | [ 25 ]       |
| 5.           | 2023年2月16日  | オーランド   | エクスプロリア・スタジアム                             | ブラジル         | ● 0-1          | 池田太             | 2023 シービリーブスカップ                                     | [ 26 ]       |
| 6.           | 2023年2月19日  | ナッシュビル | ジオディス・パーク                                     | アメリカ合衆国   | ● 0-1          | 池田太             | 2023 シービリーブスカップ                                     | [ 27 ]       |
| 7.           | 2023年2月22日  | フリスコ     | トヨタ・スタジアム                                     | カナダ           | ○ 3-0          | 池田太             | 2023 シービリーブスカップ                                     | [ 28 ]       |
| 8.           | 2023年4月7日   | ギマラインス | エスタディオ・D. アフォンソ・エンリケス                | ポルトガル       | ○ 2-1          | 池田太             | 国際親善試合                                                  | [ 29 ]       |
| 9.           | 2023年4月11日  | オーデンセ   | オーデンセ・スタディオン                               | デンマーク       | ● 0-1          | 池田太             | 国際親善試合                                                  | [ 30 ]       |
| 10.          | 2023年7月14日  | 仙台         | ユアテックスタジアム仙台                               | パナマ           | ○ 5-0          | 池田太             | MS&ADカップ2023                                               | [ 31 ]       |
| 11.          | 2023年7月22日  | ハミルトン   | ワイカト・スタジアム                                   | ザンビア         | ○ 5-0          | 池田太             | 2023 FIFA女子ワールドカップ                                   | [ 32 ]       |
| 12.          | 2023年7月26日  | ダニーデン   | ダニーデン・スタジアム                                 | コスタリカ       | ○ 2-0          | 池田太             | 2023 FIFA女子ワールドカップ                                   | [ 33 ]       |
| 13.          | 2023年7月31日  | ウェリントン | ウェリントン・リージョナル・スタジアム                 | スペイン         | ○ 4-0          | 池田太             | 2023 FIFA女子ワールドカップ                                   | [ 34 ]       |
| 14.          | 2023年8月5日   | ウェリントン | ウェリントン・リージョナル・スタジアム                 | ノルウェー       | ○ 3-1          | 池田太             | 2023 FIFA女子ワールドカップ                                   | [ 35 ]       |
| 15.          | 2023年8月11日  | オークランド | イーデン・パーク                                       | スウェーデン     | ● 1-2          | 池田太             | 2023 FIFA女子ワールドカップ                                   | [ 36 ]       |
| 16.          | 2023年11月30日 | サンパウロ   | ネオ・キミカ・アレーナ                                 | ブラジル         | ● 3-4          | 池田太             | 国際親善試合                                                  | [ 37 ]       |
| 17.          | 2023年12月3日  | サンパウロ   | エスタジオ・シーセロ・ポンペウ・ヂ・トレド             | ブラジル         | ○ 2-0          | 池田太             | 国際親善試合                                                  | [ 38 ]       |
| 18.          | 2024年2月24日  | ジッダ       | プリンス・アブドゥッラー・アル・ファイサル・スタジアム | 北朝鮮           | △ 0-0          | 池田太             | 2024年パリオリンピック・アジア最終予選                        | [ 39 ]       |
| 19.          | 2024年2月28日  | 東京         | 国立競技場                                             | 北朝鮮           | ○ 2-1          | 池田太             | 2024年パリオリンピック・アジア最終予選                        | [ 40 ]       |
| 20.          | 2024年4月6日   | アトランタ   | メルセデス・ベンツ・スタジアム                         | アメリカ合衆国   | ● 1-2          | 池田太             | 2024 シービリーブスカップ                                     | [ 41 ]       |
| 21.          | 2024年4月9日   | コロンバス   | Lower.comフィールド                                    | ブラジル         | ● 1-1 (PK 0-3) | 池田太             | 2024 シービリーブスカップ                                     | [ 42 ]       |
| 22.          | 2024年6月3日   | ムルシア     | エスタディオ・ヌエバ・コンドミーナ                     | ニュージーランド | ○ 4-1          | 池田太             | 国際親善試合                                                  | [ 43 ]       |
| 23.          | 2024年7月13日  | 金沢         | 金沢ゴーゴーカレースタジアム                           | ガーナ           | ○ 4-0          | 池田太             | MS&ADカップ2024 ～能登半島地震復興支援マッチ がんばろう能登～ | [ 44 ]       |
| 24.          | 2024年7月25日  | ナント       | スタッド・ドゥ・ラ・ボージョワール                     | スペイン         | ● 1-2          | 池田太             | 2024年パリオリンピック                                        | [ 45 ]       |
| 25.          | 2024年8月3日   | パリ         | パルク・デ・プランス                                   | アメリカ合衆国   | ● 0-1 (延長)   | 池田太             | 2024年パリオリンピック                                        | [ 46 ]       |
| 26.          | 2024年10月26日 | 東京         | 国立競技場                                             | 韓国             | ○ 4-0          | 佐々木則夫         | MIZUHO BLUE DREAM MATCH 2024                                  | [ 47 ]       |
| 27.          | 2025年2月20日  | ヒューストン | シェル・エナジー・スタジアム                           | オーストラリア   | ○ 4-0          | ニルス・ニールセン | 2025 シービリーブスカップ                                     | [ 48 ]       |
| 28.          | 2025年2月23日  | グレンデール | ステートファーム・スタジアム                           | コロンビア       | ○ 4-1          | ニルス・ニールセン | 2025 シービリーブスカップ                                     | [ 49 ]       |
| 29.          | 2025年2月27日  | サンディエゴ | スナップドラゴン・スタジアム                           | アメリカ合衆国   | ○ 2-1          | ニルス・ニールセン | 2025 シービリーブスカップ                                     | [ 50 ]       |
| 30.          | 2025年5月31日  | サンパウロ   | ネオ・キミカ・アレーナ                                 | ブラジル         | ● 1-3          | ニルス・ニールセン | 国際親善試合                                                  | [ 51 ]       |
| 31.          | 2025年6月3日   | サンパウロ   | エスタディオ・シセロ・デ・ソウザ・マルケス             | ブラジル         | ● 1-2          | ニルス・ニールセン | 国際親善試合                                                  | [ 52 ]       |
| 32.          | 2025年6月27日  | マドリード   | エスタディオ・ムニシパル・デ・ブタルケ                 | スペイン         | ● 1-3          | ニルス・ニールセン | 国際親善試合                                                  | [ 53 ]       |

#### ゴール
| ゴール一覧 | ゴール一覧     | ゴール一覧 | ゴール一覧                         | ゴール一覧       | ゴール一覧 | ゴール一覧 | ゴール一覧                                                    | ゴール一覧 |
| #          | 開催日         | 開催都市   | スタジアム                         | 対戦国           | 結果       | 監督       | 大会                                                          | 出典       |
| ---------- | -------------- | ---------- | ---------------------------------- | ---------------- | ---------- | ---------- | ------------------------------------------------------------- | ---------- |
| 1.         | 2023年7月14日  | 仙台       | ユアテックスタジアム仙台           | パナマ           | ○ 5-0      | 池田太     | MS&ADカップ2023                                               | [ 54 ]     |
| 2.         | 2023年7月26日  | ダニーデン | ダニーデン・スタジアム             | コスタリカ       | ○ 2-0      | 池田太     | 2023 FIFA女子ワールドカップ                                   | [ 55 ]     |
| 3.         | 2023年11月30日 | サンパウロ | ネオ・キミカ・アレーナ             | ブラジル         | ● 3-4      | 池田太     | 国際親善試合                                                  | [ 56 ]     |
| 4.         | 2024年2月28日  | 東京       | 国立競技場                         | 北朝鮮           | ○ 2-1      | 池田太     | 2024年パリオリンピック・アジア最終予選                        | [ 57 ]     |
| 5.         | 2024年6月3日   | ムルシア   | エスタディオ・ヌエバ・コンドミーナ | ニュージーランド | ○ 4-1      | 池田太     | 国際親善試合                                                  | [ 58 ]     |
| 6.         | 2024年7月13日  | 金沢       | 金沢ゴーゴーカレースタジアム       | ガーナ           | ○ 4-0      | 池田太     | MS&ADカップ2024 ～能登半島地震復興支援マッチ がんばろう能登～ | [ 59 ]     |
| 7.         | 2024年7月25日  | ナント     | スタッド・ドゥ・ラ・ボージョワール | スペイン         | ● 1-2      | 池田太     | 2024年パリオリンピック                                        | [ 60 ]     |
| 8.         | 2024年10月26日 | 東京       | 国立競技場                         | 韓国             | ○ 4-0      | 佐々木則夫 | 国際親善試合                                                  | [ 61 ]     |

## タイトル

### クラブ
- 日テレ・東京ヴェルディベレーザ
  - 皇后杯 JFA 全日本女子サッカー選手権大会: 1回 (2022)

### 代表
- U-16日本女子代表
  - AFC U-16女子選手権2019

- 日本女子代表（なでしこジャパン）
  - シービリーブスカップ: 1回 (2025)

### 個人
- WEリーグ
  - ベストイレブン: 2回 (2022-23、2023-24)
  - 優秀選手賞: 3回 (2021-22、2022-23、2023-24)

- 日本プロサッカー選手会（JPFA）
  - ベストイレブン: 1回 (2023-24[62])

- FIFA U-20女子ワールドカップ
  - ブロンズ・ブーツ賞: 1回 (2022)